# ماكسيم روني
ماكسيم روني (بالإنجليزية: Maxime Rooney)‏ هو سباح أمريكي، ولد في 16 أبريل 1998.